# Aderus glaucus
Aderus glaucus é uma espécie de inseto besouro da família Aderidae. Foi descrita cientificamente por George Charles Champion em 1916.

## Distribuição geográfica
Habita em Perak (Malásia).